# Asthenes anthoides
Az Asthenes anthoides a madarak (Aves) osztályának verébalakúak (Passeriformes) rendjébe és a fazekasmadár-félék (Furnariidae) családjába tartozó faj.

## Rendszerezése
A fajt Phillip Parker King ausztráliai ornitológus írta le 1917-ben, Synallaxis nembe Synallaxis anthoïdes néven. Egyes szervezetek a Siptornoides nembe sorolják Siptornoides anthoides néven, az áthelyezés még nem terjedt el igazán.

## Előfordulása
Dél-Amerika déli részén, Argentína és Chile területen honos. Természetes élőhelyei a mérsékelt övi erdők, szubtrópusi és trópusi száraz erdők és cserjések. Állandó, nem vonuló faj.

## Megjelenése
Testhossza 17 centiméter, testtömege 21–23 gramm.

## Életmódja
Ízeltlábúakkal táplálkozik.

## Természetvédelmi helyzete
Az elterjedési területe nagyon nagy, egyedszáma pedig stabil. A Természetvédelmi Világszövetség Vörös listáján nem fenyegetett fajként szerepel.